# Liviu-Ovidiu Cosma
Liviu-Ovidiu Cosma (n. 15 februarie 1959, Gușoeni, județul Vâlcea) este un fost deputat român în legislatura 1996-2000, ales în județul Bihor pe listele partidului USD-PD. În cadrul activității sale parlamentare, Liviu-Ovidiu Cosma a fost membru în grupurile parlamentare de prietenie cu Republica Federală Germania și Ungaria. 